# Krassum
Krassum is een gehucht en wierde in de gemeente Westerkwartier in de Nederlandse provincie Groningen. Het plaatsje ligt even ten zuiden van Garnwerd aan de weg naar Oostum en Wierumerschouw en bestaat uit een aantal verspreid gelegen boerderijen. Het Pieterpad loopt door het gehucht.
In de wierde, die oprijst tot ongeveer 1,88 meter boven NAP, zijn bij diverse boringen inheems-Romeinse en middeleeuwse scherven gevonden. Rondom de wierde liggen drie huiswierden, waarvan twee bewoond zijn. De oudste vermelding van de naam dateert uit 820, toen de landerijen bij Krassum geschonken werden aan de abdij van Fulda, een abdij die gesticht was door Bonifatius. De schenking werd gedaan door een zekere Diederik bij intrede in Fulda, hij is eerste genoemde graaf in het gebied tussen de Lauwers en Eems. In de middeleeuwen komt de wierde voor onder de namen Creslinge en Krestlinki, dat afgeleid is van de mansnaam Kraftilo. De scheldnaam van de inwoners was Kreusvreters vanwege het feit dat de sloten rondom het gehucht vol kroos zaten.
De boerderij aan zuidoostzijde van de wierde hoorde er vroeger waarschijnlijk ook bij en was oorspronkelijk omgracht. In de 19e eeuw was de westgracht reeds gedempt. In de jaren 1970 tevens de zuidgracht en in de jaren 1990 ook de oostgracht, zodat alleen de noordgracht resteert.
De wierde is net als vele andere in de 19e eeuw afgegraven (vanaf 1886). De aarde die vrij kwam was een zeer gewild product voor grondverbetering, met name in de Drentse Veenkoloniën en het Zuidelijk Westerkwartier. Dat afgraven gebeurde zeer drastisch, tot onder het oorspronkelijke maaiveld. Alleen waar de boerderijen stonden werd de oude wierde intact gelaten. Tijdens de afgravingen vertrokken 30 schepen per week vanaf de wierde.
In 2005 is begonnen met het herstel van de wierde. Daarbij wordt gebruikgemaakt van baggerspecie die vrij komt bij het baggeren van het Aduarderdiep. Dat herstel zal enige jaren vergen.

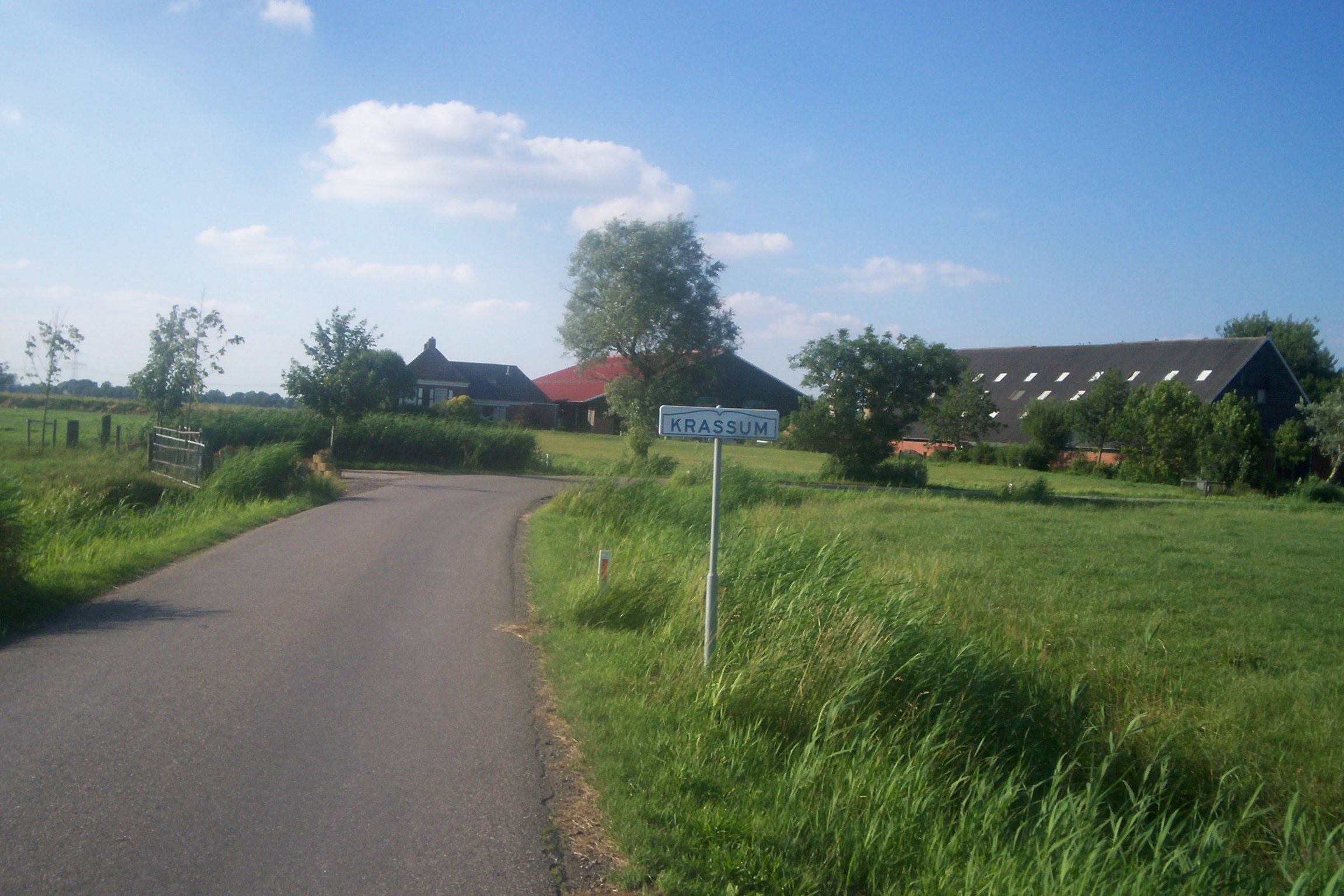
Krassum (2006)
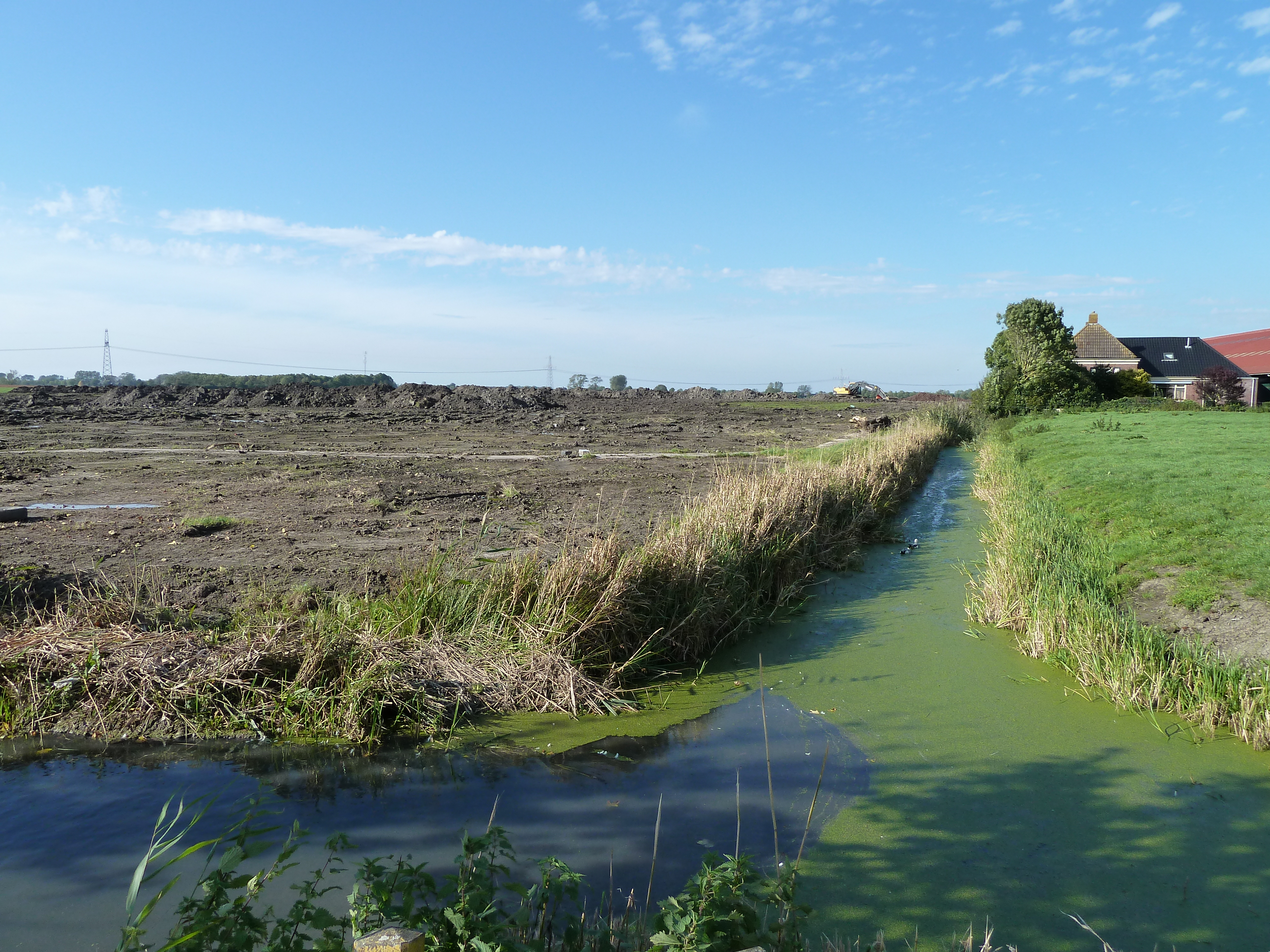
Aanvulling van de wierde met baggerspecie (2010)
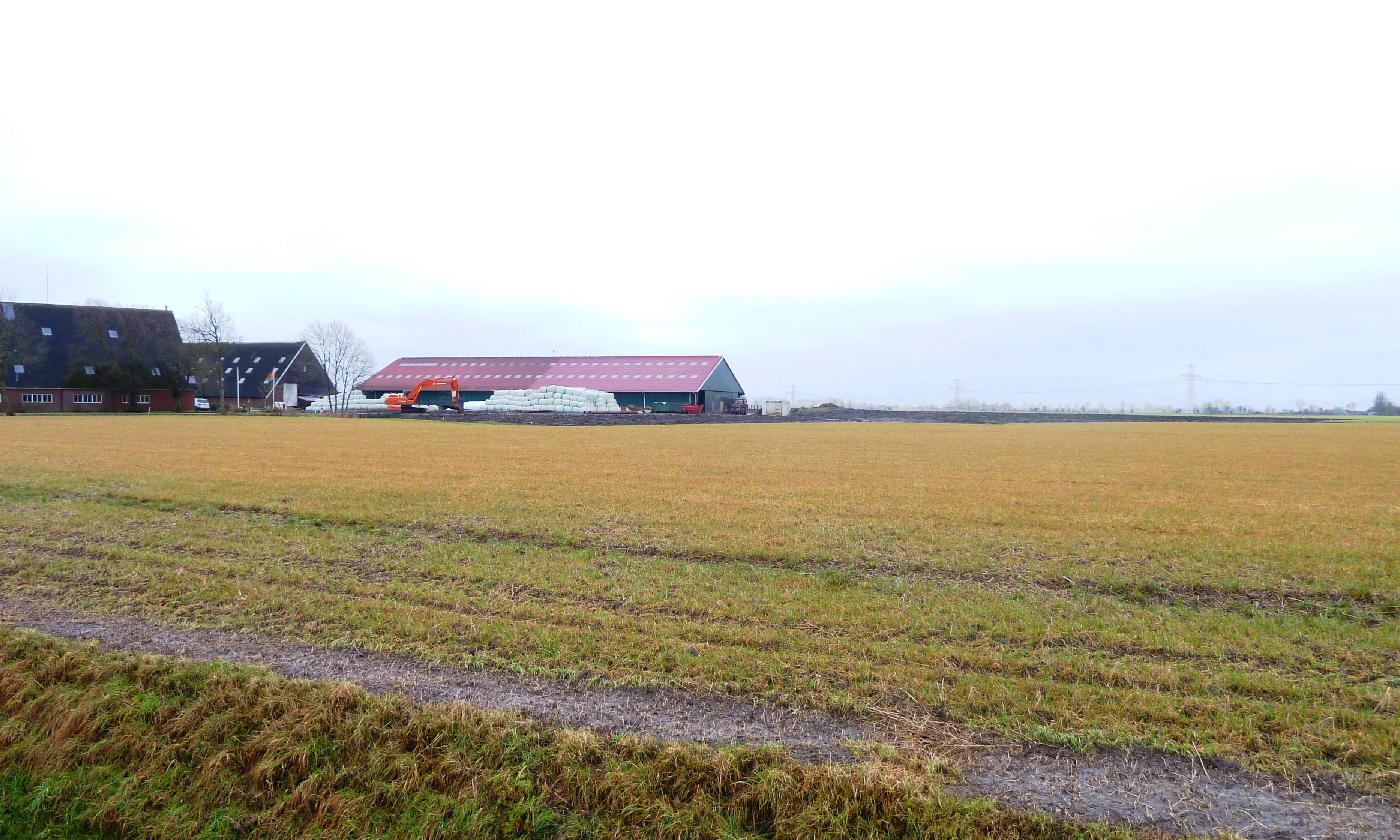
Wierdeaanvulling vanuit het noorden (2011)

1. ↑  D.J. Henstra, Friese graafschappen tussen Zwin en Wezer, pag. 43-44